# Міна Рознер
Мі́на Погоріллє, у шлюбі Ро́знер (8 жовтня 1913, Бучач, тепер Тернопільська область, Україна — 1997) — канадська мемуаристка єврейського походження.

## Життєпис
Батько — Абрам, власник дистрибуційної компанії, виробляв також газовані напої. 
У 25 років одружилася з М. Рознером.
Пережила Другу світову війну. Від 1946 року — у Вінніпегу.
12 травня 1990 року відвідала рідне місто Бучач та село Медведівці Бучацького району. Спілкувалася українською мовою. Під час відвідин з містом її знайомила Ніна Слєпцова — мати українського музики Андрія Слєпцова.
Авторка мемуарів — спогадів про неї.